# Albert Arnheiter
Albert Stephan Arnheiter (Ludwigshafen, Renània-Palatinat, 20 de juliol de 1890 – Casalpusterlengo, Lodi, Itàlia, 26 d'abril de 1945) va ser un remer alemany que va competir a començaments del segle xx.
El 1912 va prendre part en els Jocs Olímpics d'Estocolm, on guanyà la medalla d'or en la competició del quatre amb timoner del programa de rem, formant equip amb Hermann Wilker, Rudolf Fickeisen, Otto Fickeisen i Karl Leister.
Va morir al front de guerra d'Itàlia durant els darrers dies de la Segona Guerra Mundial.